# Scream (премия, 2008)
3-я церемония награждения премии «Scream» за заслуги в области фантастики, фэнтези и фильмов ужасов состоялась 18 октября 2008 года.

## Лауреаты и номинанты
| Лауреаты — выделены отдельным цветом. |

| Категории                                  | Фотографии лауреатов                                                               | Лауреаты и номинанты                                        |
| ------------------------------------------ | ---------------------------------------------------------------------------------- | ----------------------------------------------------------- |
| The Ultimate Scream                        |                                                                                    | • «Тёмный рыцарь»                                           |
| The Ultimate Scream                        | • «Монстро»                                                                        |                                                             |
| The Ultimate Scream                        | • «Хеллбой 2: Золотая армия»                                                       |                                                             |
| The Ultimate Scream                        | • «Железный человек»                                                               |                                                             |
| The Ultimate Scream                        | • «Остаться в живых»                                                               |                                                             |
| The Ultimate Scream                        | • «Мгла»                                                                           |                                                             |
| Лучший научно-фантастический фильм         |                                                                                    | • «Железный человек»                                        |
| Лучший научно-фантастический фильм         | • «Монстро»                                                                        |                                                             |
| Лучший научно-фантастический фильм         | • «Я — легенда»                                                                    |                                                             |
| Лучший научно-фантастический фильм         | • «Индиана Джонс и Королевство хрустального черепа»                                |                                                             |
| Лучший научно-фантастический фильм         | • «Сказки Юга»                                                                     |                                                             |
| Лучший научно-фантастический фильм         | • «ВАЛЛ-И»                                                                         |                                                             |
| Лучший фэнтези фильм                       |                                                                                    | • «Хеллбой 2: Золотая армия»                                |
| Лучший фэнтези фильм                       | • «Беовульф»                                                                       |                                                             |
| Лучший фэнтези фильм                       | • «Хэнкок»                                                                         |                                                             |
| Лучший фэнтези фильм                       | • «Тёмный рыцарь»                                                                  |                                                             |
| Лучший фэнтези фильм                       | • «Невероятный Халк»                                                               |                                                             |
| Лучший фэнтези фильм                       | • «Особо опасен»                                                                   |                                                             |
| Лучший фильм ужасов                        |                                                                                    | • «Суини Тодд, демон-парикмахер с Флит-стрит»               |
| Лучший фильм ужасов                        | • «Незнакомцы»                                                                     |                                                             |
| Лучший фильм ужасов                        | • «Руины»                                                                          |                                                             |
| Лучший фильм ужасов                        | • «Приют»                                                                          |                                                             |
| Лучший фильм ужасов                        | • «Мгла»                                                                           |                                                             |
| Лучший фильм ужасов                        | • «30 дней ночи»                                                                   |                                                             |
| Лучший телесериал                          |                                                                                    | • «Декстер»                                                 |
| Лучший телесериал                          | • «Звёздный крейсер „Галактика“»                                                   |                                                             |
| Лучший телесериал                          | • «Герои»                                                                          |                                                             |
| Лучший телесериал                          | • «Остаться в живых»                                                               |                                                             |
| Лучший телесериал                          | • «Жнец»                                                                           |                                                             |
| Лучший телесериал                          | • «Терминатор: Битва за будущее»                                                   |                                                             |
| Лучшая актриса в фантастическом фильме     |                                                                                    | • Милла Йовович — «Обитель зла 3»                           |
| Лучшая актриса в фантастическом фильме     | • Саммер Глау — «Терминатор: Битва за будущее»                                     |                                                             |
| Лучшая актриса в фантастическом фильме     | • Лена Хеди — «Терминатор: Битва за будущее»                                       |                                                             |
| Лучшая актриса в фантастическом фильме     | • Триша Хелфер — Звёздный крейсер «Галактика»                                      |                                                             |
| Лучшая актриса в фантастическом фильме     | • Гвинет Пэлтроу — «Железный человек»                                              |                                                             |
| Лучшая актриса в фантастическом фильме     | • Одетт Юстман — «Монстро»                                                         |                                                             |
| Лучший актер в фантастическом фильме       |                                                                                    | • Роберт Дауни — «Железный человек»                         |
| Лучший актер в фантастическом фильме       | • Харрисон Форд — «Индиана Джонс и Королевство хрустального черепа»                |                                                             |
| Лучший актер в фантастическом фильме       | • Дуэйн Джонсон — «Сказки Юга»                                                     |                                                             |
| Лучший актер в фантастическом фильме       | • Эдвард Джеймс Олмос — Звёздный крейсер «Галактика»                               |                                                             |
| Лучший актер в фантастическом фильме       | • Уилл Смит — «Я — легенда»                                                        |                                                             |
| Лучший актер в фантастическом фильме       | • Дэвид Теннант — «Доктор Кто»                                                     |                                                             |
| Лучшая актриса в фэнтези-фильме            |                                                                                    | • Анджелина Джоли — «Особо опасен»                          |
| Лучшая актриса в фэнтези-фильме            | • Эми Адамс — «Зачарованная»                                                       |                                                             |
| Лучшая актриса в фэнтези-фильме            | • Сельма Блэр — «Хеллбой 2: Золотая армия»                                         |                                                             |
| Лучшая актриса в фэнтези-фильме            | • Мэгги Джилленхол — «Тёмный рыцарь»                                               |                                                             |
| Лучшая актриса в фэнтези-фильме            | • Хайден Панеттьери — «Герои»                                                      |                                                             |
| Лучшая актриса в фэнтези-фильме            | • Шарлиз Терон — «Хэнкок»                                                          |                                                             |
| Лучший актер в фэнтези-фильме              |                                                                                    | • Хит Леджер — «Тёмный рыцарь»                              |
| Лучший актер в фэнтези-фильме              | • Кристиан Бейл — «Тёмный рыцарь»                                                  |                                                             |
| Лучший актер в фэнтези-фильме              | • Рон Перлман — «Хеллбой 2: Золотая армия»                                         |                                                             |
| Лучший актер в фэнтези-фильме              | • Эдвард Нортон — «Невероятный Халк»                                               |                                                             |
| Лучший актер в фэнтези-фильме              | • Джеймс Макэвой — «Особо опасен»                                                  |                                                             |
| Лучшая актриса в фильме ужасов             |                                                                                    | • Лив Тайлер — «Незнакомцы»                                 |
| Лучшая актриса в фильме ужасов             | • Анна Пэкуин — «Настоящая кровь»                                                  |                                                             |
| Лучшая актриса в фильме ужасов             | • Хелена Бонэм Картер — «Суини Тодд, демон-парикмахер с Флит-стрит»                |                                                             |
| Лучшая актриса в фильме ужасов             | • Джена Мэлоун — «Руины»                                                           |                                                             |
| Лучшая актриса в фильме ужасов             | • Белен Руэда — «Приют»                                                            |                                                             |
| Лучшая актриса в фильме ужасов             | • Наоми Уоттс — «Забавные игры»                                                    |                                                             |
| Лучший актер в фильме ужасов               |                                                                                    | • Джонни Депп — «Суини Тодд, демон-парикмахер с Флит-стрит» |
| Лучший актер в фильме ужасов               | • Стивен Мойер — «Настоящая кровь»                                                 |                                                             |
| Лучший актер в фильме ужасов               | • Томас Джейн — «Мгла»                                                             |                                                             |
| Лучший актер в фильме ужасов               | • Падалеки, Джаред — «Сверхъестественное»                                          |                                                             |
| Лучший актер в фильме ужасов               | • Фернандо Кайо — «Приют»                                                          |                                                             |
| Лучший актер в фильме ужасов               | • Джонатан Такер — «Руины»                                                         |                                                             |
| Лучший супергерой                          |                                                                                    | • Кристиан Бейл — за роль Бэтмена, «Тёмный рыцарь»          |
| Лучший супергерой                          | • Роберт Дауни — за роль Железного человека, «Железный человек»                    |                                                             |
| Лучший супергерой                          | • Рон Перлман — за роль Хеллбоя, «Хеллбой 2: Золотая армия»                        |                                                             |
| Лучший супергерой                          | • Уилл Смит — за роль Джона Хэнкока, «Хэнкок»                                      |                                                             |
| Лучший супергерой                          | • Эдвард Нортон — за роль Халка, «Невероятный Халк»                                |                                                             |
| Лучший злодей                              |                                                                                    | • Хит Леджер — за роль Джокера, «Тёмный рыцарь»             |
| Лучший злодей                              | • Аарон Экхарт — за роль Двуликого, «Тёмный рыцарь»                                |                                                             |
| Лучший злодей                              | • Тобин Белл — за роль Джона Крамера, «Пила 4»                                     |                                                             |
| Лучший злодей                              | • Закари Куинто — за роль Сайлара, «Герои»                                         |                                                             |
| Лучший злодей                              | • Джефф Бриджес — за роль Железного Монгера, «Железный человек»                    |                                                             |
| Лучший злодей                              | • Алан Рикман — за роль Судья Тёрпина, «Суини Тодд, демон-парикмахер с Флит-стрит» |                                                             |
| Лучший персонаж                            |                                                                                    | • ВАЛЛ-И — «ВАЛЛ-И»                                         |
| Лучший персонаж                            | • Анна Фрил — Шарлотта (Чак) Чарльз, «Мёртвые до востребования»                    |                                                             |
| Лучший персонаж                            | • Джессика Лукас — Лилли Форд «Монстро»                                            |                                                             |
| Лучший персонаж                            | • Ти Джей Миллер — Хадсон Платт, «Монстро»                                         |                                                             |
| Лучший персонаж                            | • Одетт Юстман — Бетт Макинтаир, «Монстро»                                         |                                                             |
| Лучший персонаж                            | • Анна Уолтон — принцесса Нуала, «Хеллбой 2: Золотая армия»                        |                                                             |
| Лучший второстепенный персонаж             |                                                                                    | • Гэри Олдмен — «Тёмный рыцарь»                             |
| Лучший второстепенный персонаж             | • Майкл Кейн — «Тёмный рыцарь»                                                     |                                                             |
| Лучший второстепенный персонаж             | • Джейсон Бейтман — «Хэнкок»                                                       |                                                             |
| Лучший второстепенный персонаж             | • Даг Джонс — «Хеллбой 2: Золотая армия»                                           |                                                             |
| Лучший второстепенный персонаж             | • Шайа Лабаф — «Индиана Джонс и Королевство хрустального черепа»                   |                                                             |
| Лучший второстепенный персонаж             | • Терренс Ховард — «Железный человек»                                              |                                                             |
| Лучший режиссёр                            |                                                                                    | • Кристофер Нолан — «Тёмный рыцарь»                         |
| Лучший режиссёр                            | • Тим Бёртон — «Суини Тодд, демон-парикмахер с Флит-стрит»                         |                                                             |
| Лучший режиссёр                            | • Гильермо дель Торо — «Хеллбой 2: Золотая армия»                                  |                                                             |
| Лучший режиссёр                            | • Джон Фавро — «Железный человек»                                                  |                                                             |
| Лучший режиссёр                            | • Фрэнк Дарабонт — «Мгла»                                                          |                                                             |
| Лучший режиссёр                            | • Роб Зомби — «Хеллоуин 2007»                                                      |                                                             |
| Лучшая сценарий                            |                                                                                    | • «Тёмный рыцарь»                                           |
| Лучшая сценарий                            | • «Монстро»                                                                        |                                                             |
| Лучшая сценарий                            | • «Железный человек»                                                               |                                                             |
| Лучшая сценарий                            | • «Мгла»                                                                           |                                                             |
| Лучшая сценарий                            | • «Приют»                                                                          |                                                             |
| Лучшая сценарий                            | • «ВАЛЛ-И»                                                                         |                                                             |
| Лучший сиквел                              |                                                                                    | • «Тёмный рыцарь»                                           |
| Лучший сиквел                              | • «Хроники Нарнии: Принц Каспиан»                                                  |                                                             |
| Лучший сиквел                              | • «Хеллбой 2: Золотая армия»                                                       |                                                             |
| Лучший сиквел                              | • «Индиана Джонс и Королевство хрустального черепа»                                |                                                             |
| Лучший сиквел                              | • «Обитель зла 3»                                                                  |                                                             |
| Лучший сиквел                              | • «Пила 4»                                                                         |                                                             |
| Лучший ремейк                              |                                                                                    | • «Хеллоуин 2007»                                           |
| Лучший ремейк                              | • «Глаз»                                                                           |                                                             |
| Лучший ремейк                              | • «Забавные игры»                                                                  |                                                             |
| Лучший ремейк                              | • «Невероятный Халк»                                                               |                                                             |
| Лучший ремейк                              | • «Путешествие к центру земли»                                                     |                                                             |
| Лучший ремейк                              | • «Выпускной»                                                                      |                                                             |
| Наиболее запоминающееся расчленение/увечье |                                                                                    | • Влагалище с зубами откусывает член — «Зубы»               |
| Наиболее запоминающееся расчленение/увечье | • Нападение заражённых — «Я — легенда»                                             |                                                             |
| Наиболее запоминающееся расчленение/увечье | • «Тёмный рыцарь»                                                                  |                                                             |
| Наиболее запоминающееся расчленение/увечье | • «Хеллбой 2: Золотая армия»                                                       |                                                             |
| Наиболее запоминающееся расчленение/увечье | • Ампутация ноги — «Руины»                                                         |                                                             |
| Наиболее запоминающееся расчленение/увечье | • Вскрытие трупа — «Пила 4»                                                        |                                                             |
| Самая противоречивая сцена года            |                                                                                    | • «Тёмный рыцарь»                                           |
| Самая противоречивая сцена года            | • «Тёмный рыцарь»                                                                  |                                                             |
| Самая противоречивая сцена года            | • Первый полет железного человека — «Железный человек»                             |                                                             |
| Самая противоречивая сцена года            | • «Железный человек»                                                               |                                                             |
| Самая противоречивая сцена года            | • Оторванная голова статуи Свободы — «Монстро»                                     |                                                             |
| Самая противоречивая сцена года            | • «Особо опасен»                                                                   |                                                             |
| Лучшая комикс-экранизация                  |                                                                                    | • «Тёмный рыцарь»                                           |
| Лучшая комикс-экранизация                  | • «30 дней ночи»                                                                   |                                                             |
| Лучшая комикс-экранизация                  | • «Хеллбой 2: Золотая армия»                                                       |                                                             |
| Лучшая комикс-экранизация                  | • «Невероятный Халк»                                                               |                                                             |
| Лучшая комикс-экранизация                  | • «Железный человек»                                                               |                                                             |
| Лучшая комикс-экранизация                  | • «Особо опасен»                                                                   |                                                             |
| Лучший комикс                              |                                                                                    | • «Y. Последний мужчина»                                    |
| Лучший комикс                              | • «Astonishing X-Men»                                                              |                                                             |
| Лучший комикс                              | • «The League of Extraordinary Gentlemen: Black Dossier»                           |                                                             |
| Лучший комикс                              | • «Hack/Slash»                                                                     |                                                             |
| Лучший комикс                              | • «Академия Амбрелла»                                                              |                                                             |
| Лучший комикс                              | • «Ходячие мертвецы»                                                               |                                                             |
| Лучший иллюстратор комикса                 |                                                                                    | • Габриэл Ба — «The Umbrella Academy: Apocalypse Suite»     |
| Лучший иллюстратор комикса                 | • Дарвин Кук — «Spirit»                                                            |                                                             |
| Лучший иллюстратор комикса                 | • Пия Гуерра — «Y: The Last Man»                                                   |                                                             |
| Лучший иллюстратор комикса                 | • Джим Ли — «All Star Batman and Robin the Boy Wonder»                             |                                                             |
| Лучший иллюстратор комикса                 | • Джо Кесада — «The Amazing Spider-Man»                                            |                                                             |
| Лучший иллюстратор комикса                 | • Алекс Росс — «Project Superpowers»                                               |                                                             |
| Лучший сценарист комикса                   |                                                                                    | • Грант Моррисон                                            |
| Лучший сценарист комикса                   | • Уоррен Эллис                                                                     |                                                             |
| Лучший сценарист комикса                   | • Роберт Киркман                                                                   |                                                             |
| Лучший сценарист комикса                   | • Майк Миньола                                                                     |                                                             |
| Лучший сценарист комикса                   | • Алан Мур                                                                         |                                                             |
| Лучший сценарист комикса                   | • Брайан К. Воэн                                                                   |                                                             |
| Лучшая сценарная адаптация комикса         |                                                                                    | • «Баффи — истребительница вампиров»                        |
| Лучшая сценарная адаптация комикса         | • «Армия тьмы»                                                                     |                                                             |
| Лучшая сценарная адаптация комикса         | • Звёздный крейсер «Галактика»                                                     |                                                             |
| Лучшая сценарная адаптация комикса         | • «Фредди и Джейсон против Эша»                                                    |                                                             |
| Лучшая сценарная адаптация комикса         | • «Кошмар на улице Вязов»                                                          |                                                             |
| Лучшая сценарная адаптация комикса         | • «Техасская резня бензопилой»                                                     |                                                             |